# Coleophora ochroneura
Coleophora ochroneura é uma espécie de mariposa do gênero Coleophora pertencente à família Coleophoridae.